# Cystidia suffusata
Cystidia suffusata là một loài bướm đêm trong họ Geometridae.